# ウィンパー・テント

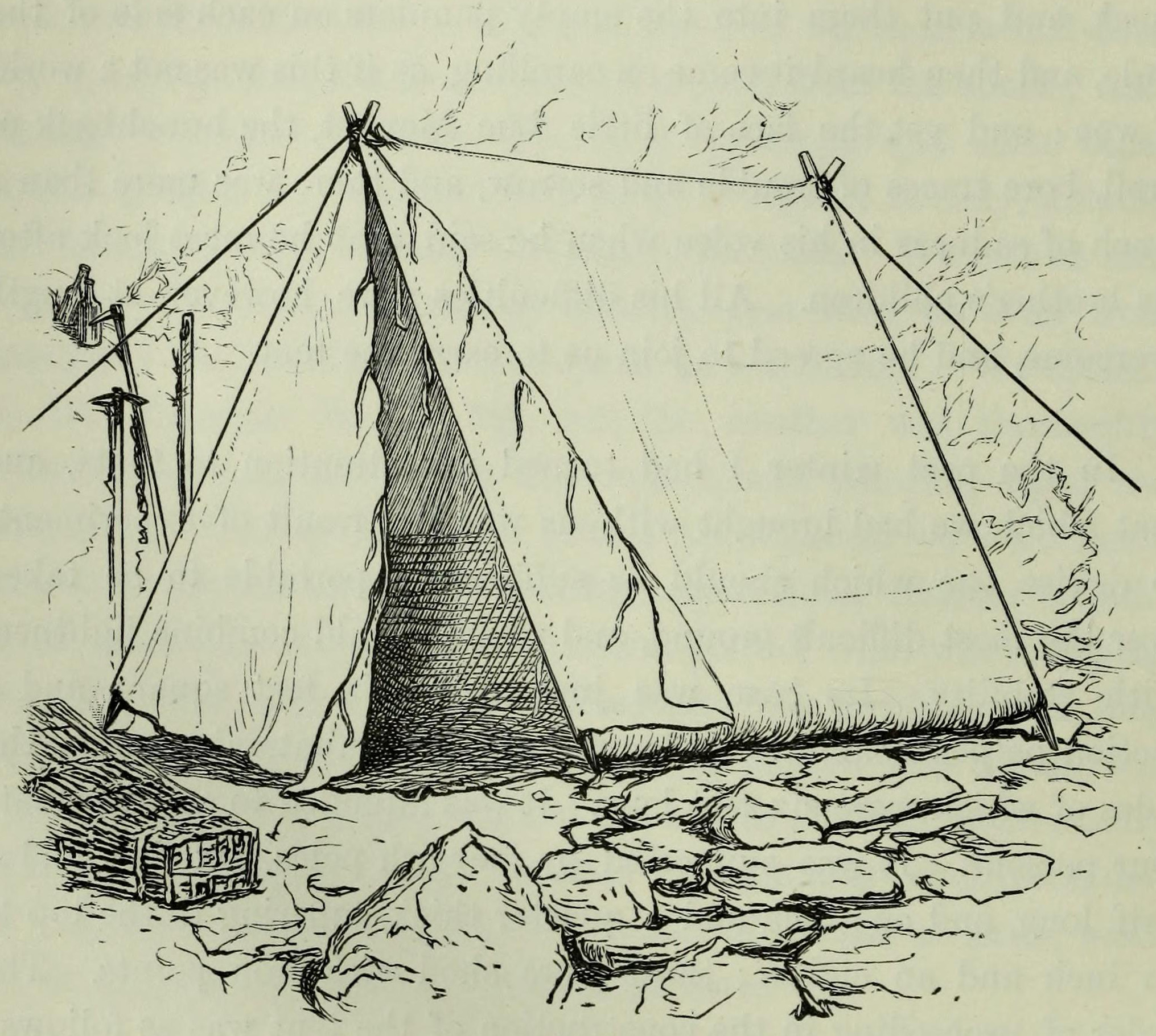
ウィンパー自身によるイラスト

ウィンパー・テント（英語:Whymper tent ）はエドワード・ウィンパーが考案したテントの一形態である。

## 概要
形状は床部分が開口6 ft、奥行6ftの正方形で、入り口とその反対側の壁は１辺6 ftの正方形である。6 ftは布地の幅そのもので、余計な縫い目を作らない目的でそのまま使っている。本体の布地は左右とも1 ftほど長めに作ってあり、内側に巻き込む。グラウンドシートは縦横9.5 ftのゴム引き防水地で、実際の床面積より大きい分をめくり上げて風の侵入を防ぐ。
支柱は長さ6.5 ft、直径1¼ inのトネリコ材の丸棒4本で、入り口とその反対側にそれぞれ2本ずつ、上部でX字状に組んで鉄ボルトで固定する。末端には鉄製の石突がはめ込んである。支柱強度は中央にかけた100 lbに耐えられればどんな風にでも耐えられると考えた。支柱は分断できず運搬や携行には不便だったと考えられる。収容人数は4人で、重量は約23 lb=10 kgであったようだという。
ウィンパー自身がアルプス山脈やアンデス山脈で使用したほか、コーカサス山脈でダグラス・ウィリアム・フレッシュフィールド（Douglas Freshfield ）やアドルフス・ウォーバートン・ムーア（Adolphus Warburton Moore ）が、カラコルム山脈でマーティン・コンウェイ（Martin Conway ）が使用し、実用的で丈夫である旨立証した。
軽量化するために支柱に竹を使ったり、携行しやすくするため中央に真鍮の継ぎ目をつけて2本継ぎとしたり、完全防水でなかった生地にウィルズデンの防水地を使うようになり、といった改良が加えられつつ、この後この形状がテントの一つの標準として定着した。1953年のエベレスト初登頂に成功したジョン・ハント（John Hunt ）隊も改良型であるミード・テントを使用していたなど、この地位は1970年代にドーム型テントに明け渡すまで続いた。